# 阿诺河圣雅各伯堂

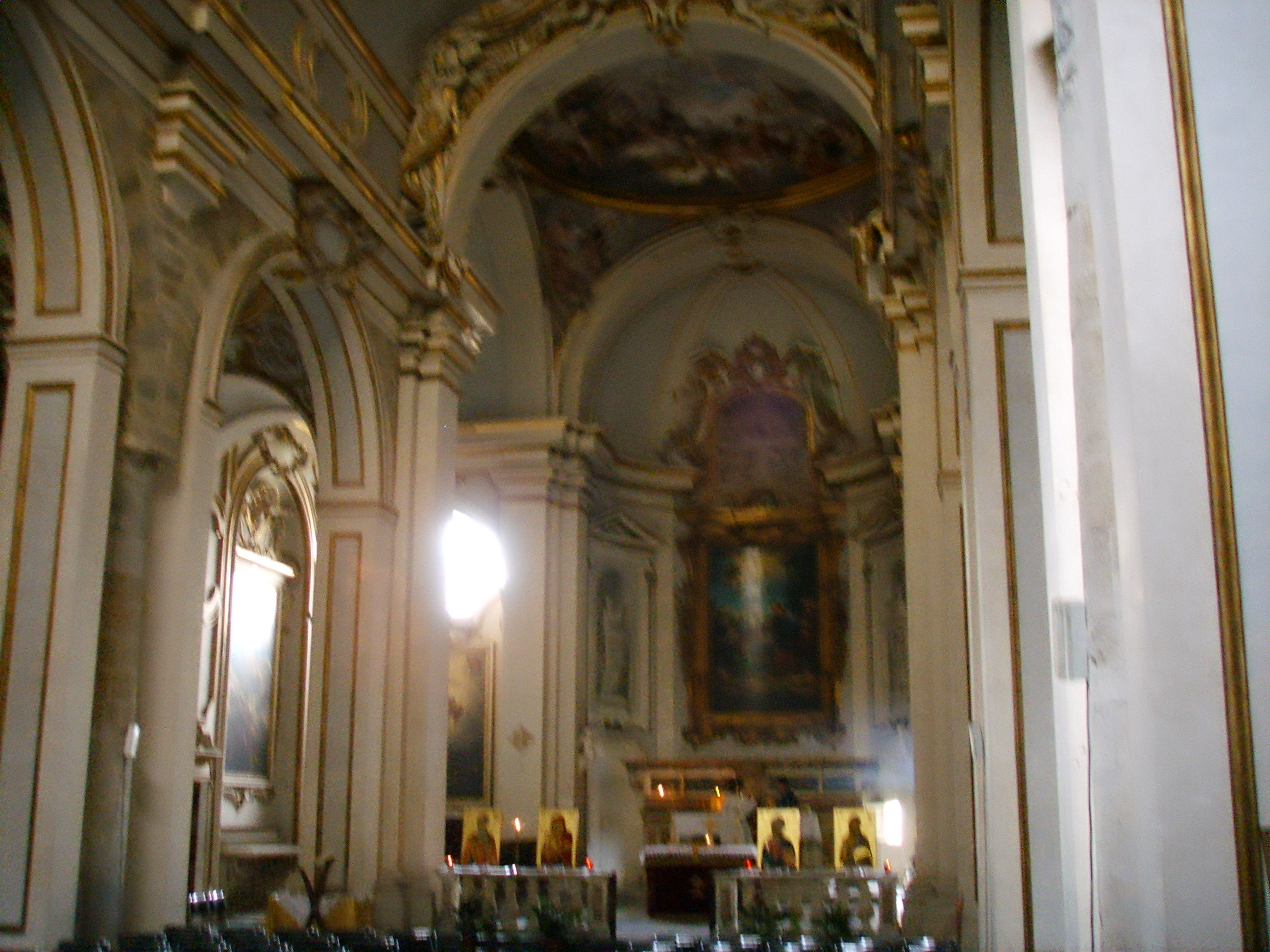
祭坛

阿诺河圣雅各伯堂（意大利语：Chiesa di San Jacopo Soprarno；希腊语：Ι.Ν. Αγιος Ιακοβος）是意大利佛罗伦萨一个教堂。
该堂建于10–11世纪，为罗曼式建筑。后经多次改建。根据文艺复兴时期的艺术史学家乔尔乔·瓦萨里的研究，菲利波·布鲁内莱斯基在这里修建了里多尔菲小圣堂，其建筑元素后来用于他的圣母百花圣殿著名的穹顶。这个小堂现已损坏。自从1542年该堂属于方济各会。1580年，科西莫一世下令翻新入口门廊，使用建筑师贝纳迪诺拉迪。钟楼由Gherardo Silvani设计于1660年。
1966年的阿诺河洪水损坏该堂。灾后修复时恢复了一些历史建筑特征 。